# Kanton Bidache
Bidache is een voormalig kanton van het Franse departement Pyrénées-Atlantiques. Het kanton maakte deel uit van het arrondissement Bayonne. Het werd opgeheven bij decreet van 25 februari 2014, met uitwerking op 22 maart 2015.

## Gemeenten

Ligging van gemeenten in het kanton

Het kanton Bidache omvatte de volgende gemeenten:
- Arancou
- Bardos
- Bergouey-Viellenave
- Bidache (hoofdplaats)
- Came
- Guiche
- Sames